# シャンゼリーゼ
シャンゼリーゼは、松竹芸能に所属していたお笑いコンビ。

## メンバー
- 鴨志田 道秋（かもしだ みちあき、1988年7月13日 - ）
神奈川県出身。身長170cm、体重58kg、血液型B型。
プロ野球チームオリックス・バファローズの投手・鴨志田貴司と親族同士であり、また声優の川上とも子ははとこに当たる[1]。
藤井隆に似ているとライブなどで言われたことがある。
その他詳細はカモシダせぶんの項を参照。

- 平川 摂子（ひらかわ せつこ、1982年1月27日 - ）
詳細はせつこの項を参照。

## 来歴
松竹芸能タレントスクール東京校10期生出身の2人により、2006年7月結成。『サンパチ魂』などの事務所ライブ、『TEPPEN』などその他多くのライブなどに出演。
キングオブコント2008では2回戦まで進出。R-1ぐらんぷり2010では、しいたけ子（平川）が3回戦まで進出。
2011年8月解散。せつこ（平川）曰く「相性は良かった」とのことだったが、コンテスト・賞レースなどでなかなか結果を出せなかったことから、2011年のキングオブコントで、1回戦で負けたら解散しようということになり、「パピコ」ネタで臨んだが結局1回戦敗退に終わり、話し合い通り解散となった。今でも、お互い“戦友”として良好な関係であるとのことである。
- 解散後、平川はピン芸人『せつこ』として活動。
- 鴨志田はピン芸人『一人っ子カモシダ』として活動した後、2013年5月からコンビ「ガング」を結成して活動していたが、ガングは2014年4月に解散。その後は再びピン芸人となり、2014年7月30日に芸名を一人っ子カモシダから『カモシダせぶん』に改名。2017年にマリッジスターこうもととのコンビ『ウルトラトウフ』として活動していたが2021年10月に解散、三度ピン芸人となる。
- 2022年9月、M-1グランプリのために同じせつことカモシダで即席コンビ「うのはな」を組んで出場。シャンゼリーゼと同じメンバーで11年ぶりの“再結成”となった[3]。

## 芸風
コントの中には全身タイツや着ぐるみなどで、物に成りきって演じるものがある。その中では、食べ物に成りきってのコントが多かった。かつては、ショートコントなどで、ブリッジに『オー・シャンゼリーゼ』の曲のサビの部分を歌うこともあった。その後、平川が髪をオールバックにして眼鏡をかけたらもたいまさこのように見えるということをネタに取り入れたこともあった。
また、物を擬人化したネタを好んでやっており、「離れたくない」「吸われたくない」といった気持ちを吐露するパピコ（江崎グリコの製品）に扮したネタなどを行っていた。
（その他、せつこ、カモシダせぶんのそれぞれの芸風については、せつこ#芸風、カモシダせぶん#芸風の各節を参照。）

## 出演

### テレビ
- ブスの瞳に恋してる（フジテレビ）- せつこのみ
- 虎の門（テレビ朝日） - 鴨志田のみ
- アリケン（テレビ東京、2008年4月25日・6月12日）
- ショーバト!（日本テレビ、2010年5月11日）
この他、せつこ#出演、カモシダせぶん#出演の各節も参照。

### ラジオ
- きらり10代!（NHKラジオ）- 2008年4月、ラジオコントコーナー 鴨志田のみ

### 映画
- キットピーク（下地敏史監督作品、2009年3月公開）- 鴨志田のみ（準主役格で出演）